# Вестминстерская школа
Вестминстерская школа (англ. Westminster School) — историческая государственная школа в Вестминстере (Лондон), в окрестностях Вестминстерского аббатства.

## История
История Школы начинается от благотворительной школы, основанной вестминстерскими бенедиктинцами до нормандского завоевания 1066 года, как указано в Кройлендских хрониках и хартии короля Оффы. Непрерывное существование очевидно с начала XIV века.